# HD61047
HD61047 — подвійна зоря. 
Дана подвійна система має видиму зоряну величину в смузі V приблизно 9,7.

## Подвійна зоря
Головна зоря цієї системи належить до хімічно пекулярних зір й має спектральний клас A7.
Інша компонента має  спектральний клас F0.

## Пекулярний хімічний склад
Зоряна атмосфера HD61047 має підвищений вміст 
Eu
.